# سيد صلاح الدين
سيد محمد يوسف شاه، المعروف باسم سيد صلاح الدين، هو رئيس حزب المجاهدين، وهي منظمة مسلحة انفصالية كشميرية تعمل في كشمير، وترأس تحالفًا للجماعات المسلحة المناهضة للهند،  وهو مجلس الجهاد المتحد، وهو يعمل على ضم انفصال ولاية جامو وكشمير وضمها إلى باكستان، تعهد سيد صلاح الدين بمنع أي حل سلمي للنزاع في كشمير، وتعهد بتحويل وادي كشمير إلى مقبرة للقوات الهندية. وفي 26 يونيو 2017 تم اعتباره إرهابيًا عالميًا من قبل وزارة الخارجية الأمريكية، فأصدر بعدها خطابًا لوسائل الإعلام الباكستانية في مركز الصحافة في مظفر آباد قائلًا أن «الإعلان كان خطوة مشتركة من جانب الولايات المتحدة وإسرائيل والهند للتعبير عن عداءهم تجاه باكستان».

## وصلات خارجية
- Interview with rediff.com, dated 27 August 2001
- Interview with rediff.com, dated 9 January 2007
- Terror in twilight, dated 26 August – 8 September 2006